# Lignerolles (Indre)
Lignerolles é uma comuna francesa na região administrativa do Centro, no departamento de Indre. Estende-se por uma área de 13 km². Em 2010 a comuna tinha 105 habitantes (densidade: 8,1 hab./km²).